# 薩默蘭礁 (佛羅里達州)
薩默蘭礁（英語：Summerland Key）是位於美國佛羅里達州門羅縣的一個非建制地區。該地的面積和人口皆未知。

## 地理
薩默蘭礁的座標為24°39′57″N 81°26′32″W / 24.6656987°N 81.4423048°W，而該地的平均海拔高度為0米（即0英尺）。